# Sebastiania lottiae
Sebastiania lottiae är en törelväxtart som beskrevs av Mcvaugh. Sebastiania lottiae ingår i släktet Sebastiania och familjen törelväxter. Inga underarter finns listade i Catalogue of Life.